# Bindi Irwin
Bindi Sue Irwin (Buderim, Queensland; 24 de julio de 1998) es una actriz, personalidad de televisión, conservacionista, cantante y bailarina australiana. Es la hija mayor de los conservacionistas Steve Irwin y Terri Irwin (propietaria del Zoológico de Australia), y hermana de Robert Irwin. A los ocho años, Irwin protagonizó Las aventuras de Bindi,  una serie de televisión infantil educativa que mostraba la vida de diferentes especies de animales. Además de relacionarse con la profesión de sus padres, ha estado implicada en interpretación, canto, composición, presentación y ha grabado un DVD instructivo de fitness. También es conocida por ser la ganadora de la temporada 21 del programa estadounidense de baile Dancing with the Stars.

## Primeros años
Bindi Irwin nació en Buderim, Queensland. Comenzó a aparecer en programas de televisión a los dos años, ya que aparecía regularmente en los programas de televisión de su padre, incluyendo The Crocodile Hunter Diaries, y también apareció en la película de 2002 The Wiggles: Wiggly Safari. Tiene ascendencia inglesa, e irlandesa por el lado de su padre. Tiene doble ciudadanía de Australia y Estados Unidos.
Su nombre proviene del nombre del cocodrilo favorito de su padre en el Zoológico de Australia, y su segundo nombre, Sue, es del último perro de la familia, llamado Sui. Sui murió de cáncer mientras dormía el 23 de junio de 2004 a la edad de 15 años. Según su padre, Bindi es una palabra aborigen australiana que significa "niña".
Bindi fue educada en casa hasta 2014, cuando se inscribió en el TAFE Queensland East Coast. Ha completado un Certificado III en Negocios, y actualmente está estudiando para un Certificado III en Turismo.

## Carrera
Irwin fue la presentadora de un documental infantil de 26 capítulos de la vida silvestre llamado Las aventuras de Bindi, una producción de la cadena de televisión Discovery Kids. Su padre fue filmado en muchos de los primeros programas antes de su muerte en septiembre de 2006, cuando la producción fue suspendida temporalmente. La serie se estrenó en junio de 2007 en simultáneo en Discovery Kids y Animal Planet.
Cuando Bindi tenía dos años, su abuela Lyn Irwin murió en un accidente de coche el 11 de febrero de 2000. Bob se volvió a casar con Judy Irwin. Bindi es la sobrina de Joy Irwin y Mandy Irwin. El padre de Bindi, Steve, murió a causa de un ataque de una raya de aguijón el 4 de septiembre de 2006. Se estaba preparando para rodar imágenes de arrecifes oceánicos para un programa que incluiría segmentos con él mismo, porque el tiempo le impedía filmar imágenes para un programa diferente. Irwin y su madre anunciaron que continuaría la labor conservadora y televisiva de su difunto padre. Steve Irwin había dicho que apoyaba la carrera de Bindi, afirmando «sólo quiero ser coestrella de mi hija».
El 20 de septiembre de 2006, Irwin recibió una ovación de pie después de entregar un encomio para su padre frente a una multitud de 5000 personas y una audiencia de televisión mundial de más de 300 millones de telespectadores. En la encuesta de 2006 de los lectores de TV Week, su discurso recibió el 43 por ciento de los votos y fue votado como el momento televisivo del año. Su madre declaró que, aparte de alguna ayuda con la mecanografía, Irwin había escrito el discurso ella misma.
En junio de 2007, presentó un especial de televisión estadounidense sobre su padre titulado My Daddy the Crocodile Hunter. Ella también lanzó dos DVD de fitness. Bindi and The Crocmen cantaron «Trouble in the Jungle» en The Today Show en noviembre de 2007, cuando Irwin estaba aprendiendo a tocar el piano.
En septiembre de 2006, a los ocho años, Bindi apareció en la portada de la revista australiana New Idea, la persona más joven que lo había hecho en los 104 años de historia de la revista.

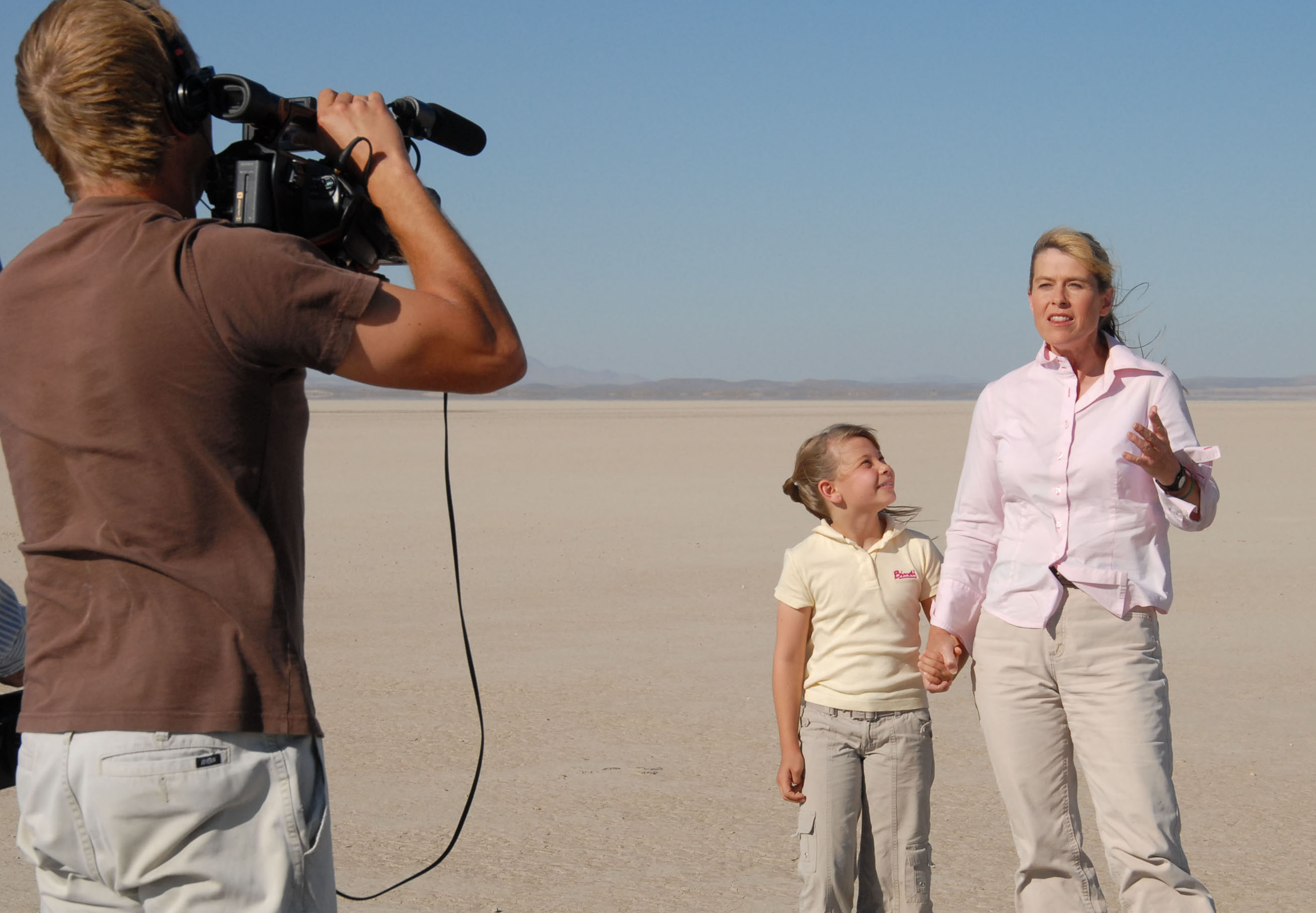
Irwin y su madre Terri en Edwards AFB para filmar un segmento para Las aventuras de Bindi en 2007

A principios de enero de 2007, Irwin apareció en The Ellen DeGeneres Show. En ese momento, también estaba prevista para apariciones en Late Show with David Letterman y una asistencia con Russell Crowe en una cena importante. Ella estaba promocionando su nuevo video, Bindi Kid Fitness, y cumpliendo su papel como recién nombrada «embajadora del turismo» para Australia.
Irwin apareció en Larry King Live el 11 de enero de 2007. Dijo que la escritura creativa era su tema favorito y las matemáticas menos favoritas. También dijo que le gustaba ser educada en el hogar porque ella y sus maestros eran buenos amigos.
Junto a George Lopez y Tyler James Williams, Irwin presentó el premio a "Cantante masculino favorito" en los Kids' Choice Awards de 2007, que fue ganado por el presentador de la premiación Justin Timberlake. Con la ayuda de Glenn Robbins, Irwin también entregó el premio a 'Programa para niños más destacados' en los Logie Awards de 2007, el cual fue ganado por The Upside Down Show.
El 22 de noviembre de 2007, Irwin apareció con su madre Terri en la 81.º entrega anuel de Macy's Thanksgiving Day Parade e interpretó la canción de su álbum Trouble In The Jungle con The Crocmen en un animal salvaje flotante.
El 4 de mayo de 2008, Irwin ganó el Logie Award al más popular nueva talento femenino. Luego, el 13 de junio de 2008, a la edad de nueve años, se convirtió en la artista más joven en ganar un premio Daytime Emmy cuando ganó el premio por "Excepcional intérprete en un programa infantil". El récord anterior fue obtenido por Camryn Grimes, quien ganó el premio a "Mejor actriz en una serie dramática" a los diez años de edad por su desempeño en The Young and the Restless.
Irwin compromete el 10% de su salario para Wildlife Warriors, la fundación fundada por su familia en 2002.
Protagonizó como Kirra la película Liberad a Willy: El Gran Escape, lanzada el 23 de marzo de 2010.
En 2012, Irwin presentó un programa de juegos con temas de la vida salvaje titulado Bindi's Bootcamp. Filmados en el Zoológico de Australia, los concursantes fueron sometidos a "desafíos de aventura" para educar y probar sus conocimientos sobre la vida silvestre. Fue producido en asociación con Sticky Pictures basado en Sídney, bajo comisión de ABC, y debutó en julio en ABC3.
Además, protagonizó la secuela de La isla de Nim interpretando al personaje principal Nim, originalmente interpretado por Abigail Breslin.
En 2012, apareció como Sunday Clovers en el episodio «Mirror rorriM» de la serie de televisión canadiense, Mi niñera es un vampiro.
En 2013, Bindi hizo una breve aparición en la serie de televisión australiana Big Brother para sorprender a su compañero Tim, quien la había mencionado varias veces a lo largo del programa, diciendo: «Quiero agradecerte por ser un increíble guerrero de la fauna. Espero que cuando estés fuera de la casa puedas venir a visitarme».
En marzo de 2014, apareció en Good Morning America con su familia, donde anunció una asociación con la compañía animal del parque temático Seaworld. Esta decisión fue fuertemente criticada por el grupo de derechos de los animales PETA, quien criticó a la familia Irwin por apoyar a una empresa acusada de abuso animal, haciendo referencia al documental Blackfish.
En octubre de 2014, Irwin fue galardonada con el Premio Conservacionista Joven del Año por la Australian Geographic Society.
En agosto de 2015, fue anunciada como una de las concursantes de la temporada 21 de Dancing with the Stars, siendo emparejada con el cinco veces ganador Derek Hough. Debido a que Irwin era menor de edad durante la competencia, requirió un permiso especial de los tribunales de California para participar. Irwin y Hough fueron declarados los ganadores de la temporada el 24 de noviembre de 2015.
El 1 de abril de 2019, Irwin apareció como juez invitada durante la semana 7 de la temporada 16 de la versión australiana de Dancing with the Stars.

## Carrera musical
El 27 de noviembre de 2006, Bindi lanzó su álbum debut «Bindi Kid Fitness with Steve Irwin and The Crocmen». Un año más tarde, el 17 de noviembre de 2007, lanzó su segundo álbum «Trouble In The Jungle». Este fue el único álbum que presentó a Bindi rapeando. «Trouble In The Jungle» incluye una canción tributo a Steve llamado «My Daddy The Crocodile Hunter». Luego lanzó su tercer álbum «Bindi Kid Fitness Volume 2 Jungle Dance Party» el 11 de octubre de 2008. Bindi originalmente tenía una banda llamada Bindi and The Crocmen. A partir de 2009 Bindi tiene una nueva banda llamada Bindi and The Jungle Girls. Bindi finalmente lanzó su cuarto álbum en 2013 «Bindi and The Jungle Girls African Dance Party». Bindi lanzó su quinto álbum en 2016 «Bindi and The Jungle Girls Bindi's Island Dance Party».

## Vida personal
En julio de 2019, Bindi se comprometió con Chandler Powell, un wakeboarder profesional estadounidense de Florida. La pareja se conoció en el zoológico de Australia en noviembre de 2013. El 25 de marzo de 2020, se casaron en una ceremonia privada en el zoológico de Australia. Debido a la pandemia de coronavirus, no hubo invitados. En agosto de 2020 confirmaron que estaban esperando un bebé, una niña.
El 25 de marzo de 2021 dio a luz a su hija, a la que llamó Grace Warrior Irwin Powell.

## Álbumes
- Bindi Kid Fitness with Steve Irwin and The Crocmen (2006)
- Trouble In The Jungle (2007)
- Bindi Kid Fitness Volume 2 Jungle Dance Party (2008)
- Bindi and The Jungle Girls African Dance Party (2013)
- Bindi and The Jungle Girls Bindi's Island Dance Party (2016)

## Videos de ejercicios
- Bindi Kid Fitness con Steve Irwin y The Crocmen (2006)
- Bindi Kid Fitness Volumen 2 Jungle Dance Party (2008)

## Filmografía

### Televisión
| Año     | Título                          | Papel                    | Notas                                                                  |
| ------- | ------------------------------- | ------------------------ | ---------------------------------------------------------------------- |
| 2002    | Wiggly Safari                   | Ella misma               |                                                                        |
| 2007–08 | Las aventuras de Bindi          | Ella misma               |                                                                        |
| 2012    | Mi niñera es un vampiro         | Sunday Clovers           | Episodio: «Mirror, rorriM»                                             |
| 2012    | Bindi's Bootcamp                | Presentadora             | Gameshow                                                               |
| 2012    | Steve Irwin's Wildlife Warriors | Ella misma               |                                                                        |
| 2012    | Jorge, el curioso               | Bindi Bungee (voz)       | Episodio: «Monkey Down Under/Bright Lights, Little Monkey» (7.1)       |
| 2015    | Dancing with the Stars          | Ella misma / Concursante | Ganadora de la temporada temporada 21                                  |
| 2016    | Have You Been Paying Attention? | Ella misma               | Cuestionario invitado en la temporada 4, episodio 28 (temporada final) |

### Películas
| Año  | Título                          | Papel        | Notas |
| ---- | ------------------------------- | ------------ | ----- |
| 2010 | Liberen a Willy: El Gran Escape | Kirra Cooper |       |
| 2013 | Return to Nim's Island          | Nim Rusoe    |       |

### Internet
| Año  | Título          | Papel      | Notas |
| ---- | --------------- | ---------- | --- |
| 2012 | Growing Up Wild | Ella misma | Con su hermano menor Robert, muestran sus animales más salvajes en el Zoológico de Australia en The Pet Collective, un popular canal de YouTube enfocado en animales. |

## Dancing with the Stars
Irwin, quien fue emparejada con el bailarín profesional Derek Hough, ganó la temporada 21 of Dancing with the Stars el 24 de noviembre de 2015.
| Semana | Baile / Canción                                          | Puntajes de los jueces   | Puntajes de los jueces   | Puntajes de los jueces   | Resultado        |
| Semana | Baile / Canción                                          | C.I                      | J.H.                     | B.T.                     | Resultado        |
| --- | -------------------------------------------------------- | ------------------------ | ------------------------ | ------------------------ | ---------------- |
| 1 | Jive / «Crocodile Rock»                                  | 8                        | 8                        | 8                        | Sin eliminación  |
| 2 | Tango / «You Shook Me All Night Long»                    | 9                        | 8                        | 8                        | Salvados         |
| 2 | Vals / «Only a Man»                                      | 7                        | 8                        | 8                        | Salvados         |
| 3 | Quickstep / «Movin' on Up»                               | 8                        | 81/8                     | 8                        | Salvados         |
| 4 | Contemporáneo / «Every Breath You Take»                  | 9                        | 9                        | 10                       | Salvados         |
| 52 | Chachachá / «Hold My Hand»                               | 9                        | 9/103                    | 9                        | Sin eliminación  |
| 6 | Rumba / «(I've Had) The Time of My Life»                 | 10                       | 10/104                   | 10                       | Salvados         |
| 7 | Tango argentino / «Cry Little Sister»                    | 10                       | 10                       | 10                       | Salvados         |
| 7 | Equipo Freestyle / «Ghostbusters»                        | 9                        | 10                       | 9                        | Salvados         |
| 8 | Foxtrot / «Grace Kelly»                                  | 10                       | 9                        | 9                        | Salvados         |
| 8 | Duelo de Jive / «Travelin' Band»                         | No ganaron puntos extras | No ganaron puntos extras | No ganaron puntos extras | Salvados         |
| 9 | Vals vienés / «Roses and Violets»                        | 10                       | 10                       | 10                       | Salvados         |
| 9 | Charlestón en equipo / «All That Jazz» & «Hot Honey Rag» | 10                       | 10                       | 10                       | Salvados         |
| 10 (Semifinal) | Salsa / «You're Never Fully Dressed Without a Smile»     | 9                        | 9                        | 9                        | Últimos salvados |
| 10 (Semifinal) | Duelo de Samba / «Lean On»                               | Ganaron 3 puntos extras  | Ganaron 3 puntos extras  | Ganaron 3 puntos extras  | Últimos salvados |
| 10 (Semifinal) | Jazz en trío / «Resolve»                                 | 10                       | 10                       | 10                       | Últimos salvados |
| 11 (Final) | Quickstep / «Dr. Bones»                                  | 10                       | 10                       | 10                       | Salvados         |
| 11 (Final) | Freestyle / «Footprints in the Sand»                     | 10                       | 10                       | 10                       | Salvados         |
| 11 (Final) | Tango argentino & Chachachá fusión / «All the Way»       | 10                       | 10                       | 10                       | Ganadores        |
| 1Puntaje dado por el juez invitado Alfonso Ribeiro. 2Por los «cambios de pareja», Irwin bailó con Valentin Chmerkovskiy y Hough con Alexa PenaVega. 3Puntaje dado por el juez invitado Maksim Chmerkovskiy. 4Puntaje dado por la juez invitada Olivia Newton-John. |                                                          |                          |                          |                          |                  |